# آرادو آر ۱۹۵
آرادو آر ۱۹۵ (به انگلیسی: Arado Ar 195) یک هواگرد دوباله تک‌موتوره دوسرنشین از نوع اژدرافکن ناوپایه ساخت شرکت آرادو فلوکتسایک‌ورک در آلمان بود که نخستین پروازش را در ۱۹۳۷ میلادی انجام داد.

## طراحی و توسعه
این هواگرد که برگرفته از آر ۹۵ بود، با ارابه فرود ثابت، اتافک سربسته خلبان و افزوده شدن تجهیزات لازم جهت استفاده به عنوان هواگرد اژدرافکن در عرشه ناو هواپیمابر در حال ساخت گراف زپلین طراحی گردید.
سرنشینان این هواپیما شامل یک خلبان و یک تیربارچی جهت مقابله با هواگردهای دشمن بودند که پشت سر هم قرار داشتند.
با وجود توانایی حمل بالا، مقاومت بیش از حد بال‌ها در مقابل هوا و شرایط بد آیرودینامیکی موجب شد پس از تولید تنها ۳ پیش‌نمونه کار بر روی آر ۱۹۵ به نفع هواگرد با عملکرد بهتر اف‌آی ۱۶۷ متوقف شود. در هر حال با توجه به عدم اتمام مراحل ساخت ناو هواپیمابر مذکور هیچ‌یک از این هواگردها به مرحله عملیاتی نرسیدند.

## کاربران
آلمان
- لوفتوافه

## مشخصات فنی

### مشخصات عمومی
- خدمه: ۲ نفر (خلبان و تیربارچی)
- طول: ۱۰٫۵ متر
- ارتفاع: ۳ متر
- طول بال: ۱۲٫۵ متر
- مساحت بال: ۴۶ متر مربع
- وزن خالی: ۲۱۴۳ کیلوگرم
- وزن ناخالص: ۳۶۷۰ کیلوگرم
- نیرومحرکه: یک موتور پیستونی ۹ سیلندر ب‌ام‌و ۱۳۲ام خنک شونده با هوا: ۸۳۰ اسب بخار هنگام برخاستن
- پروانه: سه تیغه با زاویه ثابت
- نسبت وزن به توان: ۴٫۴ کیلوگرم بر اسب بخار

### عملکرد
- حداکثر سرعت: ۲۹۰ کیلومتر بر ساعت
- پایاسیر: ۲۵۰ کیلومتر بر ساعت
- برد: ۶۵۰ کیلومتر
- حداکثر ارتفاع: ۶۰۰۰ متر
- سرعت صعود: ۴۰۰۰ متری در ۱۴ دقیقه
- مدت زمان چرخش افقی: ۱۰ ثانیه

### تسلیحات
- یک مسلسل هماهنگ شده[۲] ثابت ام‌گه ۱۷ با کالیبر ۷٫۹ میلی‌متر شلیک کننده رو به جلو: ۵۰۰ تیر
- یک مسلسل متحرک ام‌گه ۱۵ با کالیبر ۷٫۹ میلی‌متر شلیک کننده رو به عقب: ۶۰۰ تیر برای هر مسلسل
- یک اژدر ۷۰۰ کیلوگرمی
- یک بمب ۵۰۰ کیلوگرمی یا یک بمب ۲۵۰ کیلوگرمی و چهار بمب ۵۰ کیلوگرمی